# Кръсте Битовски
Кръсте Битовски (на македонска литературна норма: Крсте Битовски) е виден историк от Република Македония, смятан за един от основоположниците на македонската историография.

## Биография
Роден е през 1926 година в село Габреш (на гръцки Гаврос), Костурско, Гърция. Негов роднина е канадският милиардер Джон Битов Старши. През Втората световна война по време на българското управление във Вардарска Македония се преселва в Битоля. Завършва Философския факултет, група „история“ на Скопския университет, а в 1965 година защитава и докторска дисертация на тема „Дейността на Пелагонийската митрополия (1878 - 1912)“ („Дејноста на Пелагониската митрополија (1878-1912)“). От 1967 година работи в Института за национална история, като научен сътрудник – редовен професор в Сектора за проучване национално-революционното и освободително движение в Македония в началото на XX век.
Лежи две години в лагера Голи Оток. След излизане от затвора продължава да работи в Института за национална история.
Автор е на много монографии и статии и на III том от многотомната „История на македонския народ“. Битовски е носител на наградата на град Скопие „13 ноември“, както и на републиканските награди „11 октомври“ и „Гоце Делчев“.
Кръсте Битовски умира в Скопие на 9 януари 2009 година.

## Избрани трудове
- Дејноста на Пелагониската митрополија (1878-1912), Скопје, 1968.
- Македонија и Кнежеството Бугарија (1893-1903), Скопје, 1977.
- Македонија во време на Големата Източната криза (1875-1881), Скопје, 1982.
- Дипломатските огласи на Илинденското Востание, Скопје, 1983.
- Солунските атентати, Скопје, 1985.
- Апостол Петков Терзиев, Битола, 1988
- Континуитетот на македонските национално ослободителни борби во XIX и почеток на ХХ век, Скопје, 1998.
- Грчката „Македонска борба“, Скопје, 2001.